# Xanthiosit
Xanthiosit ist ein sehr selten vorkommendes Mineral aus der Mineralklasse der „Phosphate, Arsenate und Vanadate“ mit der chemischen Zusammensetzung Ni3[AsO4]2. Xanthiosit ist damit chemisch gesehen ein Nickelarsenat und das wasserfreie Analogon von Annabergit.
Xanthiosit kristallisiert im monoklinen Kristallsystem, konnte bisher jedoch nur in Form von mikrokristallinen bis amorphen Mineral-Aggregaten und krustigen Überzügen auf anderen Mineralen entdeckt werden. Die Xanthiosit-Krusten sind durchscheinend und von überwiegend schwefel- bis goldgelber Farbe mit einem Stich ins Grünliche. Die Strichfarbe wurde bisher nicht definiert. Je nach Ausprägung der Aggregate und Krusten zeigen die Oberflächen einen wachsähnlichen Glanz oder sind erdig matt.

## Etymologie und Geschichte
1857 erhielt Carl Wilhelm Bergemann vom Mineralienhändler Adam August Krantz eine handgroße Kristallstufe. Diese war zwar Bestandteil einer in Schneeberg aufgekauften Sammlung, sollte allerdings aus einem Uranverbindungen führenden Gang bei Johanngeorgenstadt im sächsischen Erzgebirgskreis stammen. Auf der Stufe fand Bergemann drei neue Nickelminerale, die später als Aerugit, Bunsenit und Xanthiosit bekannt wurden.
Das später als Xanthiosit bekannte Mineral beschrieb Bergemann als lamellenförmige Aggregate bildend und von schwefelgelber Farbe mit einem Stich ins Grünliche. Zudem erkannte er es als wasserfreies Analogon von Annabergit. Bergemann selbst verzichtete auf die Benennung des Minerals, weil es ihm zweckmäßiger erschien, damit zu warten, bis es in größerer Menge aufgefunden würde.
Seinen bis heute gültigen Namen erhielt Xanthiosit vermutlich 1869 durch den französischen Mineralogen Gilbert Joseph Adam (1795–1881), der ihn in einer tabellarischen Übersicht in seiner Publikation Tableau Mineralogique aufführte. Adam gab jedoch keine Erklärung für den Namen ab und einige der in der Tabelle angegebenen Eigenschaften wurden zudem mit denen von Aerugit verwechselt, obwohl er auf die Beschreibungen von Bergemann verwies. In ihrem 1997 veröffentlichten Werk Encyclopedia of Mineral Names von William H. Blackburn und William H. Dennen findet sich zwar die Erklärung, dass der Mineralname auf die griechischen Worte ξανθός [xanthos] für „Gelb“ und θείον [thion oder theion] für „Schwefel“ zurückgehen soll. Die Begründung, dass der Name außer in Anlehnung an dessen Farbe auch nach dem fälschlicherweise angenommenem Schwefelgehalt gewählt worden sei, kann jedoch nicht stimmen. Schon Bergemann hatte die chemische Zusammensetzung des Minerals korrekt ermittelt und keinerlei Schwefelbeimengungen gefunden. Entsprechend kann man davon ausgehen, dass der Name sich ausschließlich an die überwiegend schwefelgelbe Farbe des Minerals anlehnt.
Das Typmaterial des Minerals wird in der Mineralogischen Sammlung der Technischen Universität Bergakademie Freiberg (TU-BA) in Freiberg unter der Katalog-Nr. 10471 sowie im Natural History Museum (NHM) in London unter der Katalog-Nr. BM 1963,481 (oder 32590 und 1907,103) und im National Museum of Natural History (NMNH) in Washington, D.C. unter der Katalog-Nr. 142508 aufbewahrt. Bei den letztgenannten Museumsproben handelt es sich um Neotyp-Material.
Xanthiosit war bereits lange vor der Gründung der International Mineralogical Association (IMA) bekannt und als eigenständige Mineralart anerkannt. Damit hätte Xanthiosit theoretisch den Status eines grandfathered Mineral. 1965 veröffentlichten allerdings R. J. Davis, M. H. Hey und Arthur W. G. Kingsbury eine Neubeschreibung von Xanthiosit und Aerugit aus dem angeblichen Fundort South Terras Mine (auch Resugga & Tolgarrick Mine, Union Mine oder Uranium Mine) bei St Stephen-in-Brannel in der englischen Grafschaft Cornwall (Vereinigtes Königreich), die mit der Veröffentlichung der New mineral names durch Michael Fleischer im Auftrag der Commission on new minerals and mineral names im gleichen Jahr bestätigt wurde. Auch wenn sich der Fundort später als Fälschung erwies (siehe Abschnitt Bildung und Fundorte), bedeutete dies dennoch eine nachträgliche Ankerkennung für beide Minerale. Daher werden diese seitdem in der „Liste der Minerale und Mineralnamen“ der IMA unter der Summenanerkennung „1965 s.p.“ (special procedure) geführt.

## Klassifikation
Bereits in der veralteten 8. Auflage der Mineralsystematik nach Strunz gehörte der Xanthiosit zur Mineralklasse der „Phosphate, Arsenate und Vanadate“ und dort zur Abteilung „Wasserfreie Phosphate, Arsenate und Vanadate ohne fremde Anionen“, wo er zusammen mit Stranskiit die „Stranskiit-Xanthiosit-Gruppe“ mit der Systemnummer VII/A.08 bildete.
In der zuletzt 2018 überarbeiteten Lapis-Systematik nach Stefan Weiß, die formal auf der alten Systematik von Karl Hugo Strunz in der 8. Auflage basiert, erhielt das Mineral die System- und Mineralnummer VII/A.09-040. Dies entspricht ebenfalls der Abteilung „Wasserfreie Phosphate [PO4]3−, ohne fremde Anionen“, wo Xanthiosit zusammen mit Lammerit, Paralammerit (ehemals Lammerit-beta bzw. Lammerit-β) und Stranskiit eine unbenannte Gruppe mit der Systemnummer VII/A.09 bildet.
Auch die von der IMA zuletzt 2009 aktualisierte 9. Auflage der Strunz’schen Mineralsystematik ordnet den Xanthiosit in die Abteilung der „Phosphate usw. ohne zusätzliche Anionen; ohne H2O“ ein. Diese ist allerdings weiter unterteilt nach der relativen Größe der beteiligten Kationen. Das Mineral ist hier entsprechend seiner Zusammensetzung in der Unterabteilung „Mit mittelgroßen Kationen“ zu finden, wo es als einziges Mitglied die unbenannte Gruppe 8.AB.25 bildet.
In der vorwiegend im englischen Sprachraum gebräuchlichen Systematik der Minerale nach Dana hat MineralName die System- und Mineralnummer 38.03.02.01. Dies entspricht ebenfalls der Klasse der „Phosphate, Arsenate und Vanadate“ und dort der Abteilung „Wasserfreie Phosphate etc.“, wo das Mineral als einziges Mitglied in einer unbenannte Gruppe mit der Systemnummer 38.03.02 innerhalb der Unterabteilung „Wasserfreie Phosphate etc., (A+B2+)3(XO4)2“ zu finden ist.

## Chemismus
In der theoretisch idealen Zusammensetzung von Xanthiosit (Ni3As2O8) besteht das Mineral im Verhältnis aus drei Teilen Nickel (Ni), zwei Teilen Arsen (As) und acht Teilen Schwefel (S). Dies entspricht einem Stoffmengenverhältnis (Gewichts-%) von 38,79 Gew.-% Ni, 33,01 Gew.-% As und 28,20 Gew.-% O.
Im Gegensatz dazu fanden sich bei der Analyse natürlicher Mineralproben aus der Typlokalität Johanngeorgenstadt geringe Beimengungen an Bismut, Cobalt und Kupfer.

## Kristallstruktur
Xanthiosit kristallisiert in der monoklinen Raumgruppe P21/c (Raumgruppen-Nr. 14) mit den Gitterparametern a = 5,76 Å; b = 9,56 Å; c = 10,19 Å und β = 93,0° sowie vier Formeleinheiten pro Elementarzelle.

## Bildung und Fundorte
Xanthiosit bildet sich sekundär in hydrothermalen Nickel-Arsen-Uran-Erzlagerstätten. An seiner Typlokalität in Johanngeorgenstadt trat das Mineral in Paragenese mit gediegen Bismut sowie mit den auf dem Typmaterial gefundenen Mineralen Aerugit und Bunsenit auf.
Bei Xanthiosit handelt es sich um eine sehr selten vorkommende Mineralbildung, von der weltweit bisher nur zwei gesicherte Fundorte bekannt sind (Stand 2025). Außer von seiner Typlokalität, dem Uranverbindungen führenden Gang bei Johanngeorgenstadt im sächsischen Erzgebirgskreis (Deutschland), kennt man das Mineral nur noch aus dem Tagebau Km 3, einer Nickel-Lagerstätte zwischen Lavrio und Agios Konstantinos (ehemals Kamariza) im griechischen Regionalbezirk Ostattika.
Bei dem 1965 durch R. J. Davis, M. H. Hey und A. W. G. Kingsbury publizierten Fundort South Terras Mine bei St Stephen-in-Brannel in der englischen Grafschaft Cornwall (Vereinigtes Königreich) handelt es sich dagegen um ein gefälschtes Vorkommen. In den 1990er Jahren konnte belegt werden, dass Kingsbury eine Reihe historischer Stufen aus alten Sammlungen von verschiedenen ausländischen Fundorten umetikettiert und als selbst in Großbritannien gefundene Stücke ausgegeben hatte. Eine ausführliche Zusammenfassung der Fälschungen von Kingsbury findet sich im 2001 von George Ryback, Alan D. Hart und Chris J. Stanley publizierten Artikel A. W. G. Kingsbury's specimens of British minerals.